# Бетулиновая кислота
Бетулиновая кислота (3β-гидрокси-20(29)-лупаен-28-овая кислота)- природный пентациклический тритерпеноид. Содержится в коре некоторых видов растений, главным образом берёзы пушистой (Betula pubescens), от которой и получила своё название.

## Фармакологическая активность
Бетулиновая кислота и её производные обладают противовоспалительной, противоопухолевой и анти-ВИЧ- активностью. 
В 1955 году отметили, что бетулиновая кислота это селективный ингибитор меланомы в организме человека. Также доказали, что бетулиновая кислота способна вызывать апоптоз нейробластомы у человека в моделях систем in vitro и in vivo. В одно время, она подвергалась разработке в качестве лекарственного средства при сотрудничестве компании Rapid Access с программой разработки мер вмешательства Национального института онкологии США. Также обнаружили, что бетулиновая кислота при исследовании in vitro выступает против нейроэктодермальной (нейробластома, медуллобластома, саркомы Юинга) и злокачественной опухоли мозга, карциномы яичников, лейкемии клеточной линии HL-60, и злокачественной чешуйчатой карциномы головы и шеи клеточных линий SCC25 и SCC9. Наоборот, при раке эпителия, такого как рака молочной железы, рака толстой кишки, мелкоклеточного рака легкого и почечной клеточной карциномы, а также при лейкемии Т-лимфоцитов, эффективность лечением бетулиновой кислотой не оправдана.
Обнаружили, что эффективность бетулиновой кислоты в качестве противоракового агента при раке молочных желез зависит от восприимчивости каннабиоидных рецепторов. Бетулиновая кислота ведет себя как CB1 антагонист и CB2 агонист.

## Получение
Известен ряд способов получения бетулиновой кислоты из бетулина, которые можно
разделить на две группы. К первой группе способов относятся многостадийные схемы, позволяющие избежать изменения пространственной ориентации гидроксильной группы в положении 3 и получить биологически активный 3β-изомер. Сущность этих методов заключается в защите гидроксильных групп бетулина, снятии защиты у первичной гидроксильной группы, окислении первичной гидроксильной группы в карбоксильную, снятии защиты у вторичной гидроксильной группы.
Был разработан пятистадийный способ получения бетулиновой кислоты из бетулина, по которому на первой стадии проводят защиту первичной гидроксильной группы дигидропираном с образованием тетрагидропиранового эфира бетулина. Затем проводят защиту вторичной гидроксильной группы ацилированием уксусным ангидридом в пиридине с последующим снятием тетрагидропирановой защиты. Далее осуществляют окисление моноацетата бетулина реактивом Джонса в моноацетат бетулиновой кислоты с последующим получением бетулиновой кислоты отщеплением ацетильной группы карбонатом калия в метаноле. Этот метод даёт возможность получать 3β-изомер бетулиновой кислоты, обладающий, в отличие от 3α-изомера, биологической активностью. К недостаткам этого метода можно отнести его многостадийность, а, следовательно, длительность процесса в целом и небольшой суммарный выход целевого продукта (40 – 50 %).
Вторая группа методов представлена двухстадийными схемами, позволяющими достичь желаемого результата более коротким путём, но с превращением небольшого количества целевого продукта (около 15 %) в биологически неактивную 3α-гидрокси-20(29)-лупаен-28-овую кислоту (3α-изомер. Преимущества этой группы методов связаны не только с сокращением числа стадий процесса, но и с увеличением выхода целевого продукта, даже с учётом снижения выхода 3β-изомера вследствие появления 3α-изомера. В двухстадийных схемах получения бетулиновой кислоты бетулин вначале окисляют в бетулоновую кислоту, которую затем восстанавливают изопропилатом алюминия или комплексными гидридами в бетулиновую кислоту.